# Jana Uskowa
Jana Wiktorowna Uskowa; ros. Яна Викторовна Ускова; (ur. 28 września 1985 w Majkopie), rosyjska piłkarka ręczna, reprezentantka kraju. Obecnie występuje w rosyjskiej Superlidze, w drużynie Zwiezdy Zwenigorod. Gra na pozycji lewoskrzydłowej. Z reprezentacją dwukrotnie zdobyła mistrzostwo Świata w 2005 r. w Rosji oraz w 2007 r. we Francji. Na zakończenie mistrzostw Świata w 2007 r. Kuzniecowa została wybrana do Siódemki Gwiazd jako najlepsza prawoskrzydłowa turnieju. Wicemistrzyni olimpijska 2008 z Pekinu.
W 2009 r. została odznaczona Orderem „Za zasługi dla Ojczyzny” II klasy.

## Sukcesy

### reprezentacyjne
- Mistrzostwa Świata:
  -  2005, 2007
- Igrzyska Olimpijskie:
  -  2008

## Nagrody indywidualne
- Najlepsza prawoskrzydłowa Mistrzostw Świata, rozgrywanych we Francji: 2007

## Odznaczenia
- tytuł Zasłużonego Mistrza Sportu.
- Order „Za zasługi dla Ojczyzny”.